# Maksud Syundyukle
Maksud Syundyukle (en tártaro: Максуд Сөндекле, nombre real Sadyk Mubinovich Maksudov en tártaro: Садыйк Мөбин улы Максудов, 1904-1981) fue un poeta y traductor tártaro-bashkir. Fue miembro del Sindicato de Escritores y Honorable Trabajador de la Cultura de la RASS de Bashkir. 

## Biografía
Maksud nació el 2 de septiembrejul./ 15 de septiembre de 1904greg. en la aldea de Syundyukovo (ahora distrito de Tetyushsky, Tataristán). 
Recibió su educación primaria en la madraza de su pueblo natal. En 1924, fue al Donbass, donde comenzó su vida laboral como trabajador de la primera mina del "Artemugol" en la ciudad de Artemovsk. En 1925-1927 estudió en la escuela del partido soviético en Artemovsk y después de graduarse, trabajó durante tres años como profesor en la mina Shcherbinovsky, reduciendo el analfabetismo entre los trabajadores de nacionalidades tártaras y bashkires.
Miembro del PCUS desde 1930. En 1931-1935 trabajó como empleado literario en el periódico tártaro "Пролетар" ("Proletario", Donetsk).
En 1935, por invitación del escritor Daut Yultiy, se mudó a Bashkortostán y desde entonces vivió en la ciudad de Ufa. Trabajó como periodista y empleado literario del Comité de Radio Republicana bajo el Consejo de Comisarios del Pueblo del Bashkir ASSR. Fue miembro del Sindicato de Escritores del Bashkir ASSR desde 1937. 
En 1941-43, sirvió en las filas del Ejército Rojo y participó en las batallas de la gran guerra patria. Después de la guerra, trabajó como empleado literario del equipo editorial de la revista " Әдәби Башкортостан" y en periódicos nacionales. 
En 1971, el nombre del poeta se introdujo en el libro de honor de la ciudad de Ufa. En 1975, recibió el título de "Honorable Trabajador de la Cultura de Bashkir". 
Murió el 23 de octubre de 1981 en Ufa. En la casa de la calle Blucher 6/1, donde vivía, se instaló una placa conmemorativa. La tumba del poeta está en el cementerio musulmán.

## Actividad creativa
Su interés por la literatura despertó cuando comenzó a asistir a un círculo literario en la revista "Zaboy" ("Slaughtering") bajo la guía del famoso escritor Boris Gorbatov. Luego, en 1925, aparecieron sus primeros poemas, publicados por el periódico "Этче" ("Trabajador") y la revista "Ять этче" ("Joven trabajador"), publicado en tártaro en Moscú.
También fue conocido como traductor de las obras de Alexander Pushkin, Mijaíl Lermontov, Robert Burns, Mijaíl Isakovski y otros, incluida la traducción de los poemas "Vasili Terkin" de Aleksándr Tvardovski y "Los doce" de Alexander Blok al idioma bashkir.
Escribió sus obras en los idiomas baskir y tártaro, sus poemas también fueron publicados en ruso (traducción de Nikolái Milovanov), ucraniano (traducción de Valentín Lagoda (Reino Unido)) y kazajo. Es autor de 53 libros que se han publicado en Ufa, Kazán, Moscú y Donetsk. 